# Manderscheiderhof
Manderscheiderhof ist ein Weiler der Ortsgemeinde Manderscheid im Eifelkreis Bitburg-Prüm in Rheinland-Pfalz.

## Geographische Lage
Manderscheiderhof liegt rund 1,5 km westlich des Hauptortes Manderscheid auf einer Hochebene. Der Weiler ist von umfangreichen landwirtschaftlichen Nutzflächen sowie Waldgebieten im Norden und Süden umgeben. Südlich von Manderscheiderhof fließt der Mühlbach, nördlich der Mandelbach.

## Geschichte
Zur genauen Entstehungsgeschichte des Weilers liegen keine Angaben vor. Der Name lässt jedoch auf eine Entstehung in der spätmittelalterlichen Rodungsphase schließen. Der Weiler hat sich vermutlich aus einem einzelnen Gehöft heraus entwickelt. Heute besteht Manderscheiderhof aus sechs einzelnen Anwesen.

## Wappen von Manderscheid

Das Wappen der heute übergeordneten Gemeinde Manderscheid wurde in Anlehnung an den Weiler Manderscheiderhof entworfen und stellt diesen ebenfalls symbolisch dar.
Wappenbegründung: Die Farben Silber und Rot sind die Farben der Grafen von Vianden, denen seit dem 14. Jahrhundert die luxemburgischen Herrschaft Neuerburg und damit Manderscheid gehörte. Das schwarze Kreuz symbolisiert den Ortsteil Manderscheider Hof, das Mühlrad steht für den Ortsteil Heilhauser Mühle. Die Kiefer stellt Manderscheid (keltisch: mantara – Kiefer) als redendes Wappenbild dar.

## Kultur und Sehenswürdigkeiten

### Wegekreuze
Im heutigen Weiler befinden sich drei Wegekreuze. Eines am östlichen Ende der Siedlung in Richtung Manderscheid. Es handelt sich um ein Sandsteinkreuz, bestehend aus Schaft und Abschlusskreuz mit der Inschrift: „Auf all deinen Wegen walte Gottes Segen“. Das zweite Wegekreuz befindet sich etwas weiter westlich von Manderscheiderhof. Es handelt sich um ein markantes Straßenkreuz aus hellem Stein mit der Inschrift „Gott ist die Liebe“. Das dritte Wegekreuz steht zentral im Weiler und trägt die Inschrift: „Errichtet zur Ehre Gottes J. Nickels 1928“. Dieses Wegekreuz folgt einem eher schlichten Typus.

### Naherholung
Im Bereich Manderscheiderhof verläuft der Wanderweg 87 des Naturpark Südeifel. Es handelt sich um einen rund 10,3 km langen Rundwanderweg von Manderscheid in Richtung Heilhausen nach Manderscheiderhof und zurück. Highlight der Wanderung ist das Tal des Mühlbaches.

## Wirtschaft und Infrastruktur

### Unternehmen
Im Weiler ist ein landwirtschaftlicher Nutzbetrieb ansässig.

### Verkehr
Manderscheiderhof ist durch die Kreisstraße 140 erschlossen.
Wenig westlich des Weilers verläuft die Landesstraße 9 aus Richtung Faulenpuhl (Lichtenborn) in Richtung Hölzchen (Arzfeld).